# Brock Holt
Brock Wyatt Holt (né le 11 juin 1988 à Stephenville, Texas, États-Unis) est un joueur d'utilité de la Ligue majeure de baseball.

## Carrière
Brock Holt est un choix de neuvième ronde des Pirates de Pittsburgh en 2009 alors qu'il évolue pour les Owls de l'Université Rice.
Il fait ses débuts dans le baseball majeur avec Pittsburgh le 1er septembre 2012. Il réussit son premier coup sûr le 2 septembre contre le lanceur Yovani Gallardo des Brewers de Milwaukee. Avec quatre coups sûrs dans le match du 4 septembre face à Houston, Brock n'est que le deuxième joueur des Pirates depuis 1900 à réaliser une telle performance avec son cinquième match dans les majeures, et le premier depuis Jack Marson le 15 septembre 1951.
Brock est un arrêt-court qui débute comme joueur de deuxième but avec les Pirates. Il récolte trois points produits et frappe pour ,292 de moyenne au bâton en 24 matchs avec les Pirates en 2012.
Holt et le lanceur droitier Joel Hanrahan sont transférés des Pirates aux Red Sox de Boston le 26 décembre 2012 contre les lanceurs droitiers Mark Melancon et Stolmy Pimentel, le premier but Jerry Sands et le joueur d'avant-champ Iván DeJesús.
Le 16 juin 2015, Holt réussit face aux Braves d'Atlanta un cycle (carrousel) en frappant un double, un simple, un circuit et un triple. Il est le premier joueur des Red Sox à réaliser la chose depuis John Valentin le 6 juin 1996.
Il représente les Red Sox au match des étoiles 2015.
Le 8 octobre 2018, il devient le premier joueur de l'Histoire de la MLB à réussir un cycle lors des séries éliminatoires, contre les Yankees de New-York, lors d'une victoire record des Red Sox de Boston 16-1 au Yankee Stadium.